# Marika af Ekström
Signe Marika Charlotta af Ekström, född 31 augusti 1883 på Niklasdamms bruk i Varnum, Värmland, död 27 augusti 1968 i Klara församling i Stockholm, var en svensk konstnär.

## Biografi
Marika af Ekström var dotter till bruksägaren Karl af Ekström och Beda Kolthoff. Hon var gift första gången med ingenjören Einar Gelertsen och andra gången med Ludvig Rosenbaum. Hon var vidare brorsdotter till konstnären Fredrik af Ekström.
Marika af Ekström studerade vid Althins målarskola runt 1900 därefter vid Högre konstindustriella skolan i Stockholm 1904–1905 och vid Wilhelmsons målarskola 1917. Åren 1920–1935 bodde hon i Paris där hon studerade vid olika konstskolor bland annat för André Lhote. Hon företog studieresor till Tyskland, Belgien, Nederländerna, England, Italien och Förenta staterna. Hennes konst består av landskap, blomsterstilleben, figur och porträttmålningar.
Separat ställde hon ut på Galleri Gummesons 1934 och Färg och Form 1939. Tillsammans med Sixten Lundborg ställde hon ut på konsthallen i Göteborg 1940. Hon deltog i flera samlingsutställningar, bland annat i Stockholm, Paris och på Värmlands museum 1940, Färg och Form 1941, och Nordiskas konstnärinnor på Liljevalchs konsthall 1948.
Marika af Ekström är representerad på Nationalmuseum  med 13 blyertsteckningar, Institut Tessin i Paris samt med en landskapsmålning på Statens Museum for Kunst i Köpenhamn. Hon är begravd på Nedre Ulleruds kyrkogård.